# Juanita M. Kreps

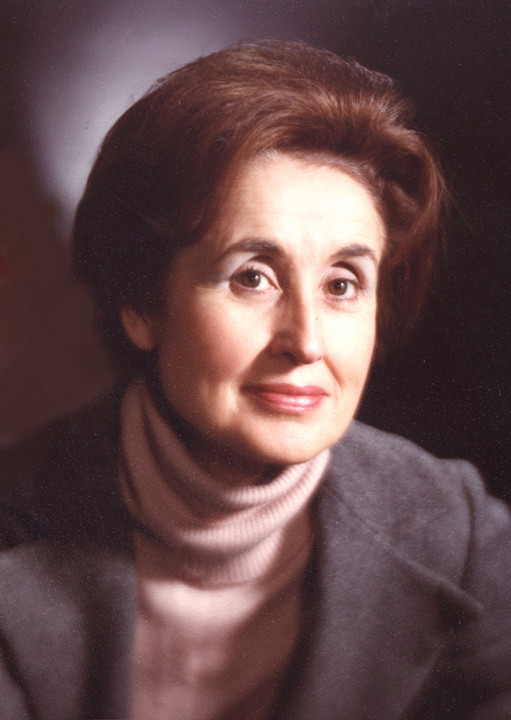
Juanita M. Kreps

Juanita Morris Kreps, född 11 januari 1921 i Lynch, Kentucky, död 5 juli 2010 i Durham, North Carolina, var en amerikansk nationalekonom och politiker (demokrat). Hon var USA:s handelsminister 1977–1979.
Kreps avlade 1942 sin grundexamen vid Berea College. Hon avlade sedan sin master och sin doktorsexamen i nationalekonomi vid Duke University. Hon undervisade vid Denison University, Hofstra College (numera Hofstra University), Queens College (som sedan 1961 är en del av City University of New York) och Duke. Hon fick en professur vid Duke och valdes 1972 till universitetets vicerektor. Hon skrev boken Sex in the Marketplace: American Women at Work (1971) om könsdiskrimineringen på den amerikanska arbetsmarknaden.
Kreps efterträdde 1977 Elliot Richardson som handelsminister. Hon var den fjärde kvinna att bli minister i USA. Hon avgick två år senare för att återvända till Duke som professor i nationalekonomi och som vicerektor.